# ヤーコン
ヤーコン（英語: Yacón、学名: Smallanthus sonchifolius）はキク科スマランサス属の多年草。塊根にフラクトオリゴ糖が多く、ナシのような食感と甘みがあり、食用にされる。ヤーコンを「アンデス・ポテト」と呼ぶ例もある。中国名は菊薯。

## 分布
南米アンデス山脈地方原産。南米ペルーからボリビアにかけてのアンデス山脈東側斜面を起源とし、コロンビア南部からアルゼンチン北部にかけての標高900 - 3750メートル (m) のアンデス地域で栽培された。栽培の歴史は古く、アンデスの先住民によって2000年ほど前の紀元前からと考えられている。果物のように利用されてきたが、16世紀のスペイン人侵略によって、その後の栽培は衰退した。原産地での現在は自家消費が中心で、ペルーとボリビアの一部で市場に出回る程度である。
日本に最初に導入されたのは、1970年代に南米から朝鮮民主主義人民共和国を経由したものであったが、定着しなかった。その後、1985年（昭和60年）にニュージーランドで栽培されていたペルー原産系統の苗が、種苗会社によって1万株が導入された。導入当初は生育特性などが不明のままダイエット作物として、北海道から沖縄までの日本各地で栽培がおこなわれた。のちに、この苗の原種はペルーから無断で持ち出されたものであるとして、各所にペルー政府から警告書が届いている。日本での栽培普及は、茨城大学農学部の月橋輝男らの研究グループの、機能性食品としての研究活動と深く結びついており、茨城県阿見町で日本で初めて栽培に成功した。フラクトオリゴ糖がずば抜けて多いことが明らかになると、健康機能成分が優れた根菜として日本各地でも栽培が期待されたが、調理法が知られなかったために普及は遅れた。近年は健康成分が注目され、食品としての利用が広がりつつある。

## 形態・生態
多年生の草本（宿根草）で、日本では霜枯れするため一年草の形態をとる。草形は伏性から立性で、高さは1 - 2.5メートル (m) になり、栽培適地では2 mを超す。種子や挿し芽苗から育てると最初は1本の茎からなり分枝が生じる。塊茎から育てた場合には、数本から約10本の茎立ちが生じる。茎は中空の円筒状で毛があり、骨ばっていて緑色ないしは黄色を呈する。
地下部には塊根と塊茎の2種類の貯蔵器官をつくる。塊根はサツマイモとよく似た大きさと形状を示す。塊根の皮は淡い茶褐色で、中は白色から淡黄色をしている。品種、栽培条件により変動するが、1個の塊根はふつう200 - 300グラム (g) の範囲にあり、中には1000 gを超すものもある。1株に着く塊根の重さは2 - 5キログラム (kg) 、多いときは6 kgである。塊茎は芽を持ち、地下部をとり囲むように塊になって着床し、1個当たり1 - 50 gある。塊根からは芽が出ず、繁殖には塊茎を利用する。
葉は節ごとに対生し、交互に直角を成している。葉身は三角形、矢尻形、ないしはハート形で、長さは40センチメートル (cm) から50 cmに達するものもある。開花までにそれぞれの茎は20 - 23対の葉を分化し、開花後は小さな葉だけが分化する。
花期は秋で、温暖地では晩秋から初冬に開花または蕾がつく。花枝は最後の分枝であり、径4 cmほどの黄色の頭状花がつく。原産地のペルーではそれぞれの花枝には20 - 40個の頭状花が着生し、1個体では20 - 800個の頭状花がつくが、日本では開花が晩秋となるため花数は少ない。個々の頭状花は雌花と雄花によって構成されている。雌花は外側に輪生し黄色の舌状花である。雄花は筒状でより小さく、花托の内側に輪生している。総苞は釣鐘型の半球形で総苞の苞葉（5 - 6個）は花托を1層で取り囲んでいる。それぞれの頭状花には14 - 16個の雌花と80 - 90個の雄花がつき、雌花は雄花より早く開き早くしぼむ。
雌花の花冠は5枚の花弁からなる合弁花冠で、このうち3枚の花弁が舌状花を形成し、他の2枚の花弁は退化している。雌しべ（花柱）を取り囲んで、その基部の子房の上に冠毛が付着している。舌状花は11 - 14ミリメートル (mm) で、その形はヤーコンの生殖質を判別する形質として用いられる。花柱の上部は2つに分かれて柱頭となっている。子房は紡錘形ないしは円錐形で紫色を呈する。
雄花は周辺から始まって内側へと開花する。花冠は融合した5枚の花弁からなる合弁花で五角形の筒を形成し外面には密な毛がある。5本の雄しべがあり、開葯に際しては花冠から黄色の花糸が抽出する。花粉粒は球形でとげがあり、つやのある黄色で粘着力があり、直径は20 - 30マイクロメートル (μm) である。
果実は痩果で複数の心皮を持つ子房から発生する。痩果は丸みがかったピラミッド型で、平均すると長さは3.7 mm、幅は2 mm程度、100粒重は0.6 - 1.2 gである。種子は無胚乳で、すべての貯蔵物質は子葉に存在する。日本の自然条件では果実（種子）はほとんど得られない。

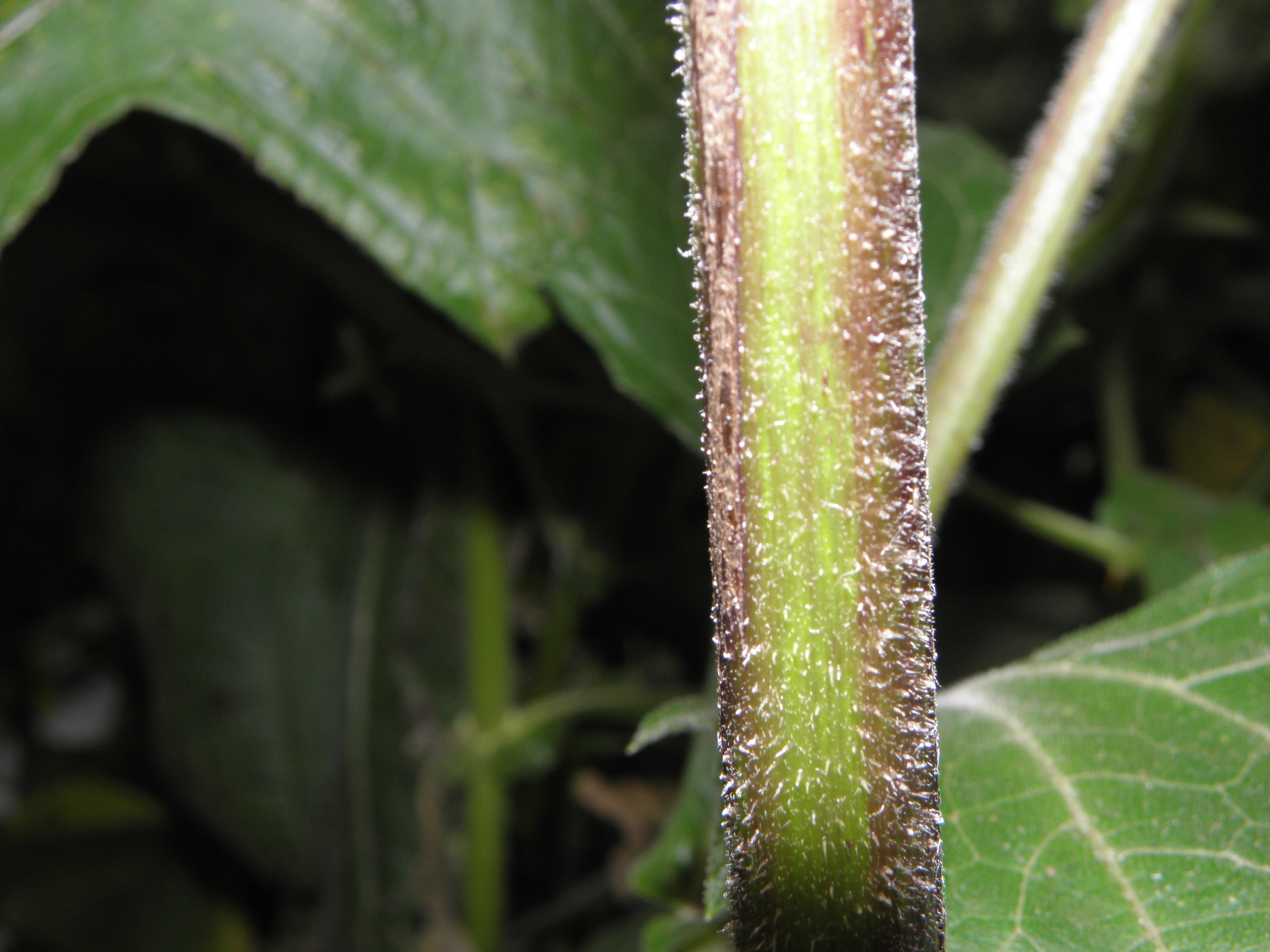
茎
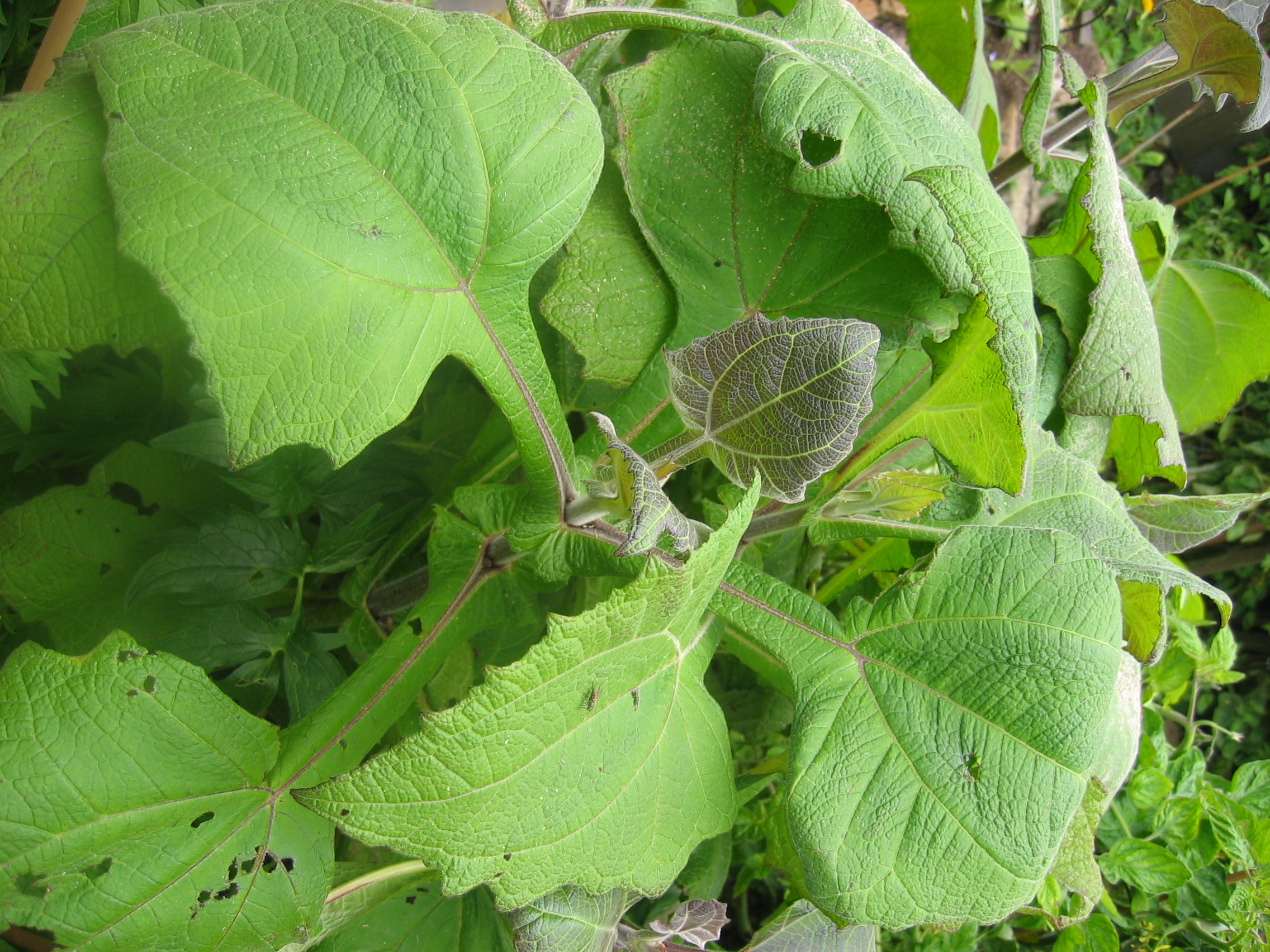
葉
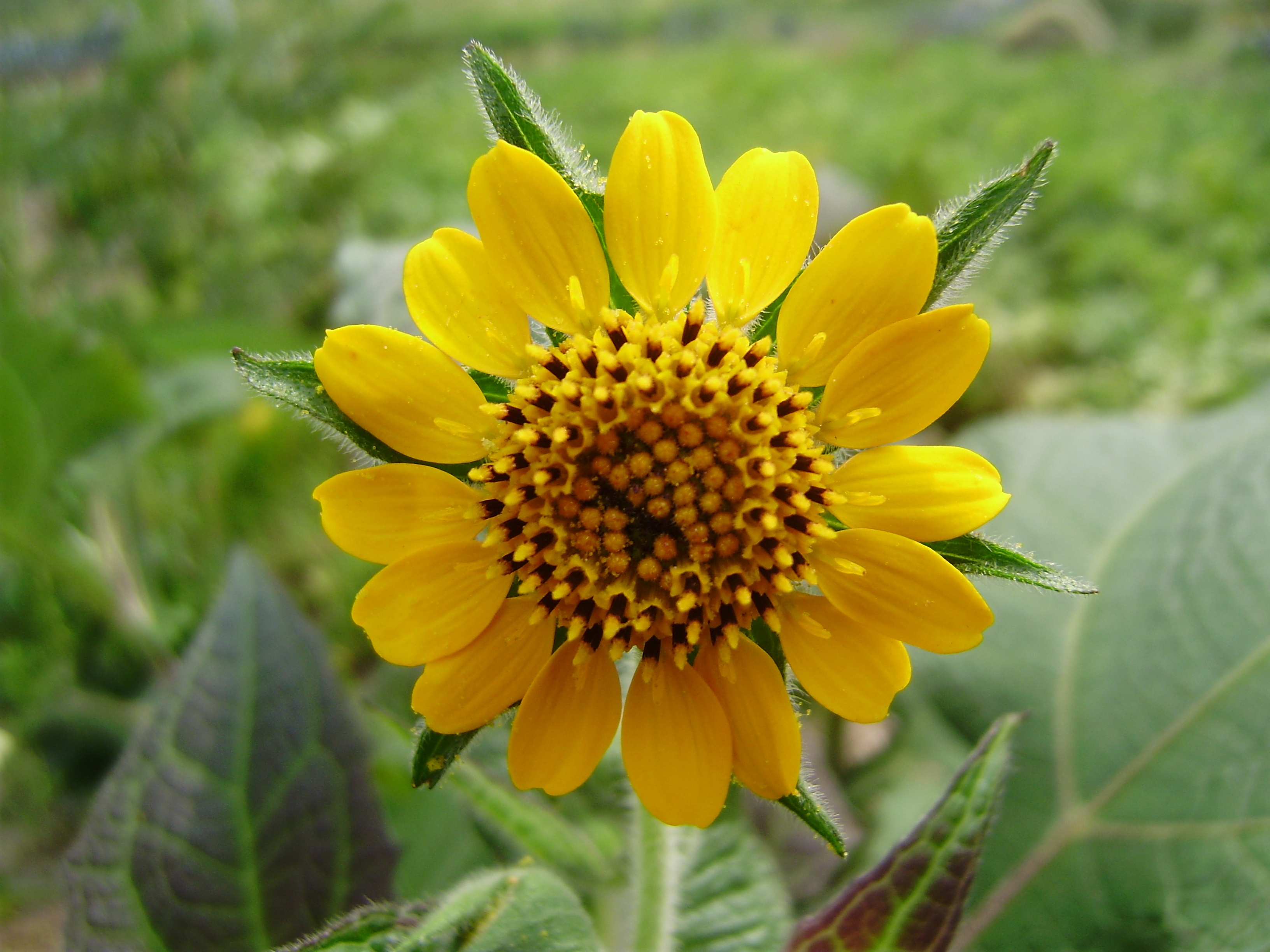
花
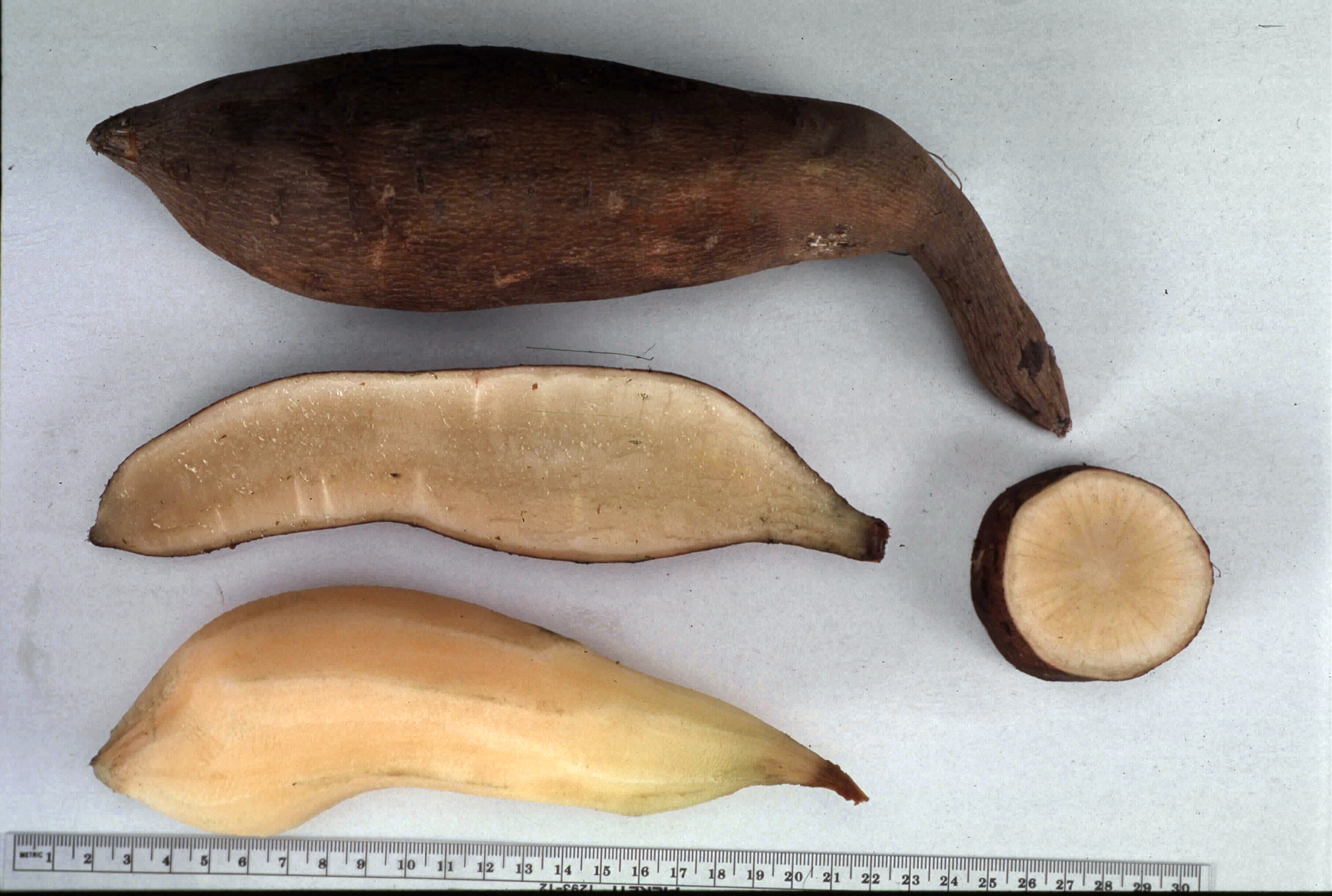
根
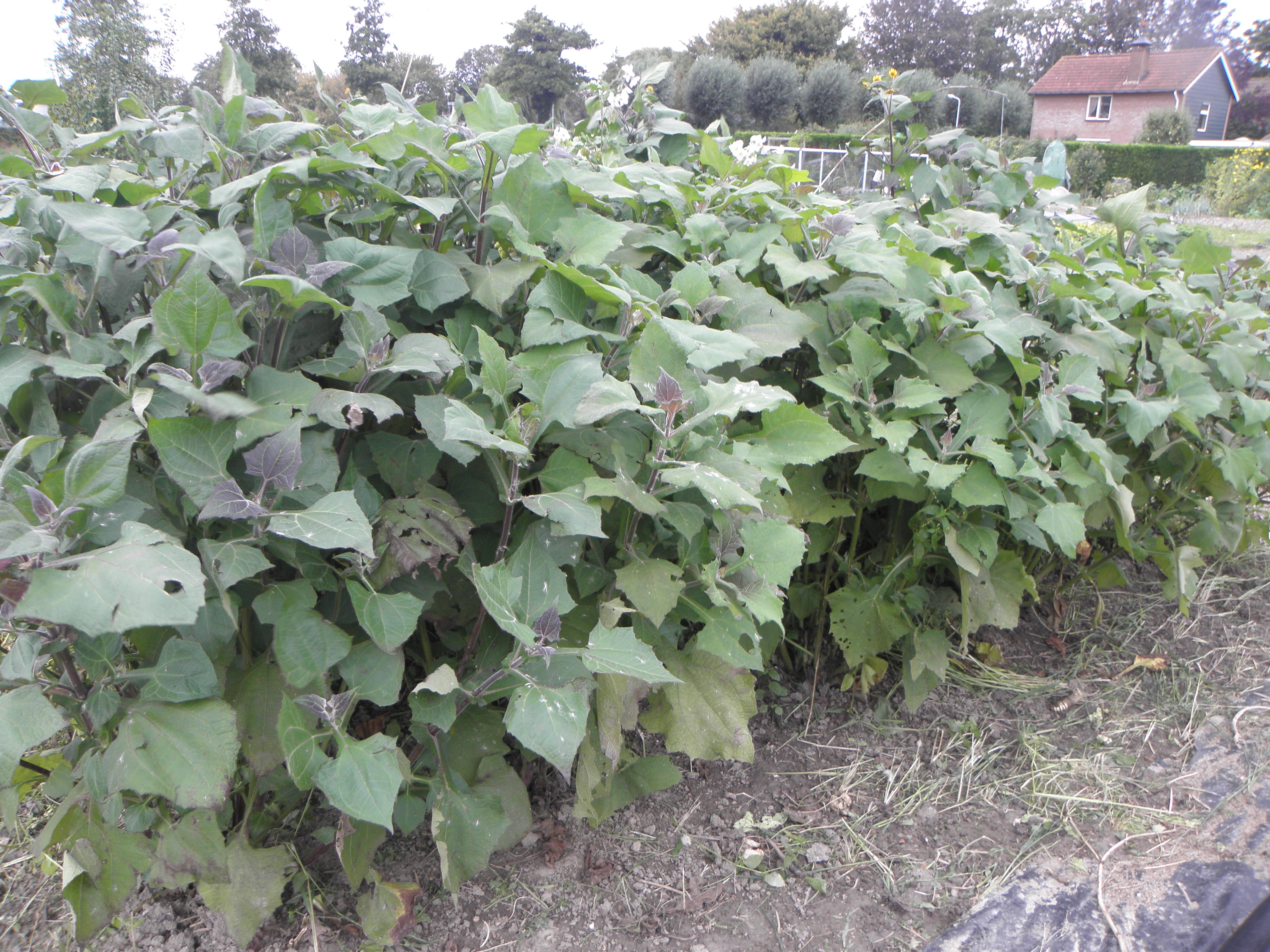
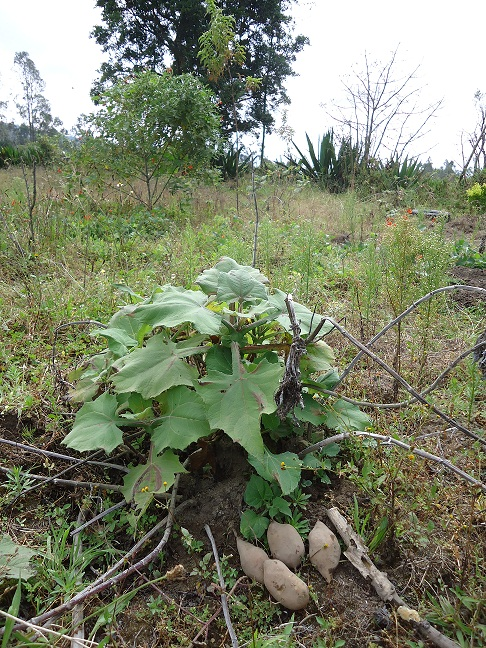

## 栽培
適応性が広く、粗放な栽培にも耐えて作りやすい作物である。栽培難度は容易なほうで、日本における栽培期は4月下旬から11月まで行われ、晩春（4月下旬 から5月ごろ）に植え付けして秋期（10 - 11月）にイモが収穫される。発芽適温は17 - 23度、栽培適温は15 - 20度とされる。秋の収穫までに大きな株になって生長するため、追肥を行いながら育てていく。輪作年限は2 - 3年とされる。
堆肥をたくさんすき込んだ畑で育て、葉も利用する。栽培の適地は、日当たりがよくて、特に夏が冷涼で排水のよい軽い土壌がよく、夏期に適当な降雨のある地域が向いている。地上部の生育量が塊根の収量に大きく左右され、夏季の高温下では植物体は衰弱し、乾燥によってさらに衰弱が激しくなって収量は激減する。よい塊茎をつくるためには、1株の地上部が大きく育つので株間を大きくあけて、夏場に追肥することが栽培のポイントになる。
畑は植え付けの2 - 3週間前に堆肥を施して耕し、高さ5 - 10センチメートル (cm) の畝を作る。一般には採取した塊茎、春に種芋となる塊茎を株間60 - 80 cm前後の間隔で芽が上に向くように植え付け、草丈が伸びてきたらしっかりと土寄せを行って株が倒れないようにする。あるいは塊茎もしくは塊茎状になった地下茎を育苗ポットに植えて芽出しさせて苗に利用してもよい。定植後は2週間から1か月に1度のペースでぼかし肥や鶏糞などで追肥を行い、夏場は腐葉土などでマルチングを行う。葉の収穫は夏（8月）から可能であるが、葉を採取しすぎるとイモが大きく育たなくなってしまう。イモの収穫時期は10 - 11月ごろで、1株当たり10本程度、2 - 6キログラム (kg) ほど採れる。収穫は株元を掘って、根が十分に根が太っているか確認したら地上部を刈り取り、根茎を傷つけないように周囲からスコップで掘りとる。根茎は土付きのまま乾かしてから保存する。
病虫害としては、細菌病、炭腐病、白絹病などの土壌伝染病が発生する場合があるが、栽培適地である寒冷地や標高の高い高原地の土壌では病害は少ない。虫害はアブラムシ、オンシツコナジラミ、ネキリムシ、ダニなどがあるが、栽培適地では防除の必要性がないといわれている。
日本国内の主産地は夏の涼しい北海道置戸町や岩手県陸前高田市などで、東京への出荷も行っている。茨城県阿見町は、日本で初めてヤーコンの研究すすめた茨城大学農学部の地元で、加工品の生産に積極的に取り組んでいる。また、日本国産ではニュージーランドからの輸入ものも流通する。

### 栽培品種
栽培品種として、塊茎が白っぽいもの、オレンジがかったものなどいくつかあり、ペルーA群系統、サラダオトメ、アンデスの雪、サラダオカメなどがある。ペルーA群系統は、1995年に日本に導入されて現在までに普及している早生多収系の品種である。草形は立性で塊根の形や品質に優れる一方で、暖地栽培では塊根の裂開が多い欠点がある。サラダオトメは、塊根の皮と肉質がふつう系統よりも白くて水分がやや多く、裂開も少なくて、品質や貯蔵性にも優れている。

## 利用

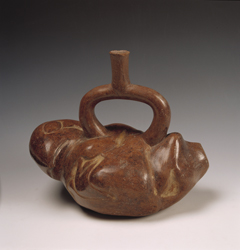
モチェ文化のヤーコン型器具

サツマイモに似た見た目の塊根（イモ）を食用にする。アンデス山脈一帯では、伝統的に先住民によって、よく知られたナス科のジャガイモのほか、カタバミ科など様々な科にまたがった芋状の根菜類が栽培化されてきたが、ヤーコンもそのひとつである。
食材としての主な旬は晩秋（日本では10 - 11月）とされ、塊根（イモ）全体がふっくらとしていて、皮が乾燥して傷や痛みがなく、重量感のあるものが市場価値の高い良品とされる。イモは貯蔵栄養素としてデンプンではなくフラクトオリゴ糖を大量に蓄積しており、収穫後に涼しい場所で追熟するとよく、1週間から1か月の保存によって分解してオリゴ糖となり甘みが生じる。イモは多汁質で生食することができ、かすかにポリフェノールに起因する渋みを感じるものの、味は淡白でほのかに甘く、ナシやレンコンに近いシャキシャキした食感を持つ。灰汁は1か月ほど追熟させることで少なくなる。
中華人民共和国では「雪蓮果」の商品名で主に果実店で売られている。日本では皮をむいて切り、水にさらして灰汁抜きした後に生でサラダや和え物、酢の物にしたり、煮物やきんぴら、フライ、天ぷらなどの加熱調理もされる。煮ると、レンコンよりもほくほくした食感になる。
食用としての伝統は日本では浅いため、食材そのものとしてよりも、豊富に含まれるフラクトオリゴ糖が乳酸菌の増殖に寄与する、プロバイオティクスの整腸作用などの健康に対する効果が注目され、機能成分が含まれる低カロリーの作物として栽培が広まりつつある。
加工食品では、粕漬け、味噌漬け、ジュース、ゼリーなどの販売が行われており、ジュースはパンの保湿性を高めたり、麺類のこしを出すために利用されている。農村の地域おこしのための特産品として、ヤーコン自体やそれを使用した食品の商品化が進められている地域もある。茨城大学農学部がある茨城県阿見町では、1999年より「あみだいち（ヤーコンマドレーヌ）」、「あみそだち（ヤーコンブッセ）」、「ヤーコン健康まんじゅう」「ヤーコンリーフサブレ」、「ヤーコンパウンドケーキ」、「ヤーコンかき揚げそば」「ヤーコンかき揚げ丼」などが販売されている。また、つくば市では、乾燥ヤーコンや水出しヤーコン茶などの製品化に成功した。北海道置戸町では発泡酒「ヤーコンドラフト」を開発し、販売している。福島県天栄村でも三大特産品としてPRしておりヤーコン茶やヤーコンうどん、ヤーコンカレーなどを販売している。大阪府豊能町でもヤーコンの特産品化計画が進められている。
葉も乾燥させたあと、煎じて一種のハーブティーとして利用され、便秘改善などの効果が表れる人もおり、一部で高評価を得ている。

### 栄養素
塊根（イモ）の可食部100グラム (g) あたりの熱量は28キロカロリー (kcal) ほどで、サツマイモの半分以下とイモ類としては極めて低カロリーである。イモには善玉腸内細菌であるビフィズス菌を増やして、腸の調子を整えて便秘を予防するオリゴ糖（フラクトオリゴ糖）の含有量が野菜の中でも突出して一番多く、タマネギの約3倍含まれている。生食したときに甘く感じるのはオリゴ糖によるものである。じゃがいもやさつまいもとは異なり、デンプンや食物繊維の含有量は少ない。
また、抗酸化作用の高いポリフェノール類や、カリウム、鉄分、β-カロテンなども多く含まれている。ポリフェノールはクロロゲン酸が主である。一方、たんぱく質は少なく、脂質、デンプンはほとんど含まれていない。
葉も栄養価が高く、プロトカテク酸、クロロゲン酸、コーヒー酸、フェルリン酸などを含む。

### 保存方法
収穫する前であれば、畑から掘り採らずに放置しておくと2月ごろまではフラクトオリゴ糖の分解も少なく、年を越しても収穫は可能である。収穫後の塊根は、丸のまま新聞紙などに包んで冷暗所に置くか、ポリ袋にいれて冷蔵する。切ったものは乾燥しないようにラップをして冷蔵する。貯蔵温度は5 - 10度が適し、乾燥すると貯蔵性が悪化するため湿度を保つようにする。貯蔵によりフラクトオリゴ糖は分解されて甘みは増加するが、機能性は低下する。分解は低温により抑制されるが、長期間保存すると低温下にあってもフラクトオリゴ糖の低下は激しい。